# Farningham
Farningham is een civil parish in het bestuurlijke gebied Sevenoaks, in het Engelse graafschap Kent met 1319 inwoners.

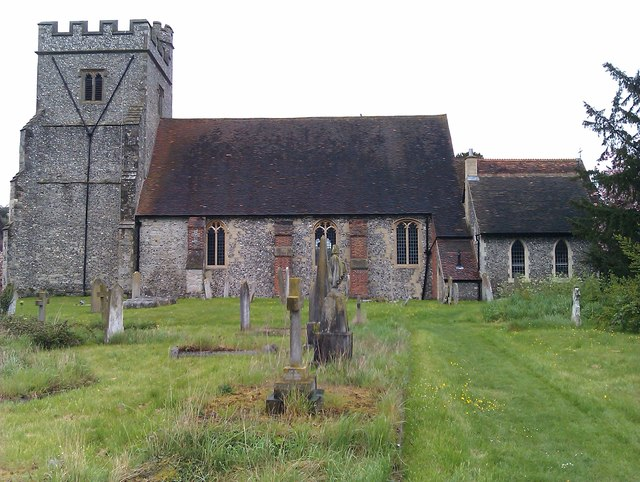
Kerk St. Peter and St. Paul